# Меревал (король Магонсета)
Меревал (англ. Merewalh; также Меревальд) был королём Магонсета, англосаксонского королевства, которое находилось в подчинении Мерсии. Территория Магонсета включала современные графства Херефордшир и Шропшир. Считается, что Меревал жил в середине-конце VII века, вступив на престол во времена Пенды из Мерсии, который, как следует из Англосаксонской хроники, был его отцом. Имя Меревал подразумевает, что он, возможно, был бриттом. Вполне возможно, что Меревал был бриттским лидером, вознагражденным Пендой за его помощь в войне, возможно, в битве при Мазерфелте. Мы ничего не знаем о происхождении его первой жены, которая могла быть родственницей Пенды. Бриттское происхождение могло бы объяснить его контроль над землями вокруг Леминстера, где не обнаружено никаких свидетельств раннего заселения англосаксами-язычниками.

## Жизнь
Он описывается в Англосаксонской хронике так:
656 год нашей эры. В этом году был убит Педа, и Вулфер, сын Пенды, унаследовал мерсийское королевство. В свое время очень разбогатело аббатство Медхэмстед, основанное его братом. Король очень любил это место из-за любви своего брата Педы, и из-за любви своего брата к браку Освиу, и из-за любви аббата Саксульфа. Поэтому он сказал, что почтит его по совету своих братьев, Этельреда и Мервала и по совету своих сестер, Кинебурги и Кинесвиты и по совету архиепископа, которого звали Деус-дедит и по совету всех своих сверстников, учёных и похотливых, что в его королевстве были.
Имя Меревал означает «Знаменитый иностранец» или «Прославленный валлиец», что, возможно, указывает на то, что он и, возможно, даже династия Пенды были кельтского происхождения. При жизни Меревал принял христианство примерно в 660 году, основал монастырь Леминстер. Меревал женился на святой Эрменбурге, у них родилось несколько детей. Он умер где-то между 670 и 685 годами, и ему наследовал его сын Мерехельм.

## Кентская королевская легенда
Кентская королевская легенда называет Меревала сыном короля Пенды. Он женился на кентской принцессе Домне Эфе, и их потомками были святые Милдбурга, Милдрит и Милдгита.
Их сын Мерефинт, описанный в легенде как святое дитя (þæt halige cild), умер в юности (Þonne ƿæſ Sancte merefin þæt halige cild on iogoðhade to gode gelæd). Он описан Иоанном Вустерским как юноша выдающегося благочестия.